# Lista de presidentes do Brasil por falecimento
|                                                                                    |  |                                                                              |
| Deodoro da Fonseca, presidente que faleceu há mais tempo, em 23 de agosto de 1892. |  | Itamar Franco, presidente que faleceu há menos tempo, em 2 de julho de 2011. |

Esta é uma lista dos presidentes do Brasil por falecimento, contendo informações sobre a data de falecimento e cidade em que faleceram, além de comparações e estatísticas diversas. Compreende todas as pessoas que assumiram a presidência, incluindo os que o fizeram de facto ou interinamente, e estão presentes na lista da Biblioteca da Presidência da República.
Aqueles que constituíram as juntas militares de 1930 e 1969 são listados em itálico e sem numeração, dado que não foram presidentes do Brasil de forma isolada. Já Júlio Prestes e Tancredo Neves, embora não tenham assumido a presidência e nem constarem na numeração da ordem histórica, por serem listados separadamente pela Biblioteca da Presidência da República, constam na numeração da lista. Pedro Aleixo, vice-presidente e substituto legal em caso de afastamento do presidente, foi impedido de assumir seu cargo pela junta militar de 1969, mas por força da Lei deve constar como ex-presidente da República.
O primeiro presidente a falecer foi Deodoro da Fonseca, em 23  de agosto de 1892, há 132 anos e 326 dias (48 538 dias); o último foi Itamar Franco, em 2 de julho de 2011, portanto há 14 anos e 13 dias (5 127 dias). Rodrigues Alves é o que faleceu no dia do calendário mais recente, 16 de janeiro de 1919, enquanto que João Figueiredo possui a data de falecimento mais tardia, 24 de dezembro de 1999. Fevereiro e junho são os meses em que mais faleceram presidentes brasileiros — cinco cada. O dia 9 é aquele no qual faleceram mais presidentes (quatro). Treze presidentes (dezessete considerando as juntas) faleceram em períodos históricos posteriores aos que eles governaram e/ou foram eleitos e dezenove (vinte e um considerando as Juntas) em seus próprios períodos. A menor diferença de tempo entre duas mortes é 1 mês e 18 dias (49 dias), referente ao espaço entre os falecimentos de Ranieri Mazzilli e de Pedro Aleixo. Considerando as Juntas, o menor espaço é entre os falecimentos de Augusto Rademaker e Emílio Garrastazu Médici: 25 dias. A maior diferença entre duas mortes é 11 anos, 6 meses e 6 dias (4 202 dias), referente ao espaço entre os falecimentos de João Figueiredo e Itamar Franco. Porém, desconsiderando-se Mena Barreto (que presidiu em uma Junta), a diferença entre Nilo Peçanha e Epitácio Pessoa é de 17 anos, 10 meses e 9 dias (6 528 dias). A diferença de tempo entre a primeira e a última morte de um presidente é de 118 anos, 10 meses e 8 dias (43 411 dias).
Três presidentes morreram em desastres (Nereu Ramos e Castelo Branco em acidentes aéreos e Juscelino Kubitschek em acidente rodoviário). Getúlio Vargas foi o único presidente que suicidou-se, e, junto a Afonso Pena, um dos dois a ter tomado posse do mandato e morrer no exercício deste. Quando Rodrigues Alves e Tancredo Neves morreram, Delfim Moreira e José Sarney, seus respectivos vice-presidentes, estavam como presidente interino. Além de Ramos, Castelo Branco, Kubitschek e Vargas, todos os demais presidentes morreram oficialmente por motivos de saúde.

## Lista dos presidentes
Em parênteses, ordem desconsiderando os que não tomaram posse e membros de juntas militares.
| #       | OH    | Presidente               | Data de falecimento     | Local do falecimento      | Causa da morte | Local do sepultamento                                                                              | Imagem | Ref.                 |
| ------- | ----- | ------------------------ | ----------------------- | ------------------------- | --- | -------------------------------------------------------------------------------------------------- | ------ | -------------------- |
| 1       | 1     | Deodoro da Fonseca       | 23 de agosto de 1892    | Rio de Janeiro, RJ        | Dispneia | Monumento a Marechal Deodoro da Fonseca, no Rio de Janeiro, RJ                                     |        | [ 3 ]                |
| 2       | 2     | Floriano Peixoto         | 29 de junho de 1895     | Barra Mansa, RJ           | Cirrose hepática hipertrófica                                                                                               | Cemitério de São João Batista, no Rio de Janeiro, RJ                                               |        | [ 5 ]                |
| 3       | 3     | Prudente de Moraes       | 3 de dezembro de 1902   | Piracicaba, SP            | Tuberculose | Cemitério da Saudade, em Piracicaba, SP                                                            |        | [ 7 ]                |
| 4       | 6     | Afonso Pena              | 14 de junho de 1909     | Rio de Janeiro, RJ        | Gripe | Memorial Afonso Pena, em Santa Bárbara, MG                                                         |        | [ 9 ]                |
| 5       | 4     | Campos Sales             | 28 de junho de 1913     | Santos, SP                | Embolia cerebral | Cemitério da Consolação, em São Paulo, SP                                                          |        | [ 10 ]               |
| 6       | 5     | Rodrigues Alves          | 16 de janeiro de 1919   | Rio de Janeiro, RJ        | Assistolia aguda no decurso de uma anemia perniciosa                                                                        | Cemitério da Irmandade do Senhor dos Passos, em Guaratinguetá, SP                                  |        | [ 12 ]               |
| 7       | 10    | Delfim Moreira           | 1º de julho de 1920     | Santa Rita do Sapucaí, MG | Sífilis terciária | Cemitério Municipal Luiz Vilela Bernardes, em Santa Rita do Sapucaí, MG                            |        | [ 13 ]               |
| 8       | 8     | Hermes da Fonseca        | 9 de setembro de 1923   | Petrópolis, RJ            | Morte súbita cardíaca causada pela síncope cardíaca                                                                         | Cemitério Municipal de Petrópolis, em Petrópolis, RJ                                               |        | [ 14 ]               |
| 9       | 7     | Nilo Peçanha             | 31 de março de 1924     | Rio de Janeiro, RJ        | Colicistite calculosa, colapso cardíaco                                                                                     | Cemitério de São João Batista, no Rio de Janeiro, RJ                                               |        | [ 16 ]               |
| 10      | —     | João Mena Barreto        | 25 de março de 1933     | Rio de Janeiro, RJ        | Causas naturais | Cemitério de São Francisco Xavier, no Rio de Janeiro, RJ                                           |        | [ 17 ]               |
| 11 (10) | 11    | Epitácio Pessoa          | 13 de fevereiro de 1942 | Petrópolis, RJ            | Complicações do mal de Parkinson                                                                                            | Museu e Cripta de Epitácio Pessoa, no Tribunal de Justiça da Paraíba, em João Pessoa, PB           |        | [ 18 ]               |
| 12      | —     | Augusto Tasso Fragoso    | 20 de setembro de 1945  | Rio de Janeiro, RJ        | Hipertermia essencial, congestão pulmonar                                                                                   | Cemitério de São João Batista, no Rio de Janeiro, RJ                                               |        | [ 21 ]               |
| 13      | —     | Júlio Prestes            | 9 de fevereiro de 1946  | São Paulo, SP             | Tumor, colapso cardíaco | Cemitério Municipal São João Batista, em Itapetininga, SP                                          |        | [ 23 ]               |
| 14 (11) | 14/17 | Getúlio Vargas           | 24 de agosto de 1954    | Rio de Janeiro, RJ        | Ferimento penetrante da região precordial por projetil de arma de fogo, com lesões dos órgão torácicos e hemorragia interna | Mausoléu Getúlio Vargas, na Praça XV de Novembro, em São Borja, RS                                 |        | [ 25 ]               |
| 15 (12) | 12    | Artur Bernardes          | 23 de março de 1955     | Rio de Janeiro, RJ        | Infarto do miocárdio, esclerose arterial                                                                                    | Cemitério de São João Batista, no Rio de Janeiro, RJ                                               |        | [ 27 ]               |
| 16 (13) | 15    | José Linhares            | 26 de janeiro de 1957   | Rio de Janeiro, RJ        | Infarto do miocárdio | Cemitério de São João Batista, no Rio de Janeiro, RJ                                               |        | [ 29 ]               |
| 17 (14) | 13    | Washington Luís          | 4 de agosto de 1957     | São Paulo, SP             | Colapso cardíaco | Cemitério da Consolação, em São Paulo, SP                                                          |        | [ 31 ]               |
| 18 (15) | 20    | Nereu Ramos              | 16 de junho de 1958     | São José dos Pinhais, PR  | Compressão cerebral, esmagamento do crânio por acidente aéreo                                                               | Memorial Nereu Ramos, em Lages, SC                                                                 |        | [ 33 ]               |
| 19 (16) | 19    | Carlos Luz               | 9 de fevereiro de 1961  | Rio de Janeiro, RJ        | Insuficiência renal crônica                                                                                                 | Cemitério de São João Batista, no Rio de Janeiro, RJ                                               |        | [ 35 ]               |
| 20      | —     | Isaías de Noronha        | 29 de janeiro de 1963   | Rio de Janeiro, RJ        | Causas naturais | Cemitério de São João Batista, no Rio de Janeiro, RJ                                               |        | [ 36 ] [ 37 ]        |
| 21 (17) | 9     | Venceslau Brás           | 15 de maio de 1966      | Itajubá, MG               | Insuficiência renal | Cemitério Paroquial de Itajubá, em Itajubá, MG                                                     |        | [ 39 ]               |
| 22 (18) | 26    | Humberto Castelo Branco  | 18 de julho de 1967     | Fortaleza, CE             | Choque traumático, politraumatismos pelo corpo por acidente aéreo                                                           | Mausoléu Castelo Branco, em Fortaleza, CE                                                          |        | [ 41 ]               |
| 23 (19) | 27    | Artur da Costa e Silva   | 17 de dezembro de 1969  | Rio de Janeiro, RJ        | Infarto agudo do miocárdio, coronariopatia, arteriosclerose, trombose cerebral                                              | Cemitério de São João Batista, no Rio de Janeiro, RJ                                               |        | [ 43 ]               |
| 24 (20) | 18    | Café Filho               | 20 de fevereiro de 1970 | Rio de Janeiro, RJ        | Infarto do miocárdio, arteriosclerose coronária                                                                             | Cemitério do Alecrim, em Natal, RN                                                                 |        | [ 45 ]               |
| 25 (21) | 16    | Eurico Gaspar Dutra      | 11 de junho de 1974     | Rio de Janeiro, RJ        | Colapso cardíaco, insuficiência respiratória, pneumopatia                                                                   | Cemitério de São João Batista, no Rio de Janeiro, RJ                                               |        | [ 47 ]               |
| 26      | —     | Pedro Aleixo             | 3 de março de 1975      | Belo Horizonte, MG        | Caquexia neoplasia, câncer de pulmão, enfisema pulmonar, asma brônquica                                                     | Cemitério do Bonfim, em Belo Horizonte, MG                                                         |        | [ 49 ]               |
| 27 (22) | 23/25 | Ranieri Mazzilli         | 21 de abril de 1975     | São Paulo, SP             | Choque toxêmico peritonite sigmoidectomia por diverticulite hemorrágica                                                     | Cemitério Gethsêmani, em São Paulo, SP                                                             |        | [ 41 ]               |
| 28 (23) | 21    | Juscelino Kubitschek     | 22 de agosto de 1976    | Resende, RJ               | Politraumatismo devido a acidente automobilístico                                                                           | Memorial JK, em Brasília, DF                                                                       |        | [ 51 ]               |
| 29 (24) | 24    | João Goulart             | 6 de dezembro de 1976   | Mercedes, CR, Argentina   | Suposto ataque cardíaco | Cemitério Jardim da Paz, em São Borja, RS                                                          |        | [ 52 ]               |
| 30      | —     | Tancredo Neves           | 21 de abril de 1985     | São Paulo, SP             | Falência de múltiplos órgãos, septicemia, leiomioma de intestino abcedado                                                   | Cemitério da Venerável Ordem Terceira de São Francisco, em São João del-Rei, MG                    |        | [ 54 ]               |
| 31      | —     | Augusto Rademaker        | 13 de setembro de 1985  | Rio de Janeiro, RJ        | Edema agudo do pulmão, insuficiência cardíaca, arteriosclerose senil                                                        | Cemitério de São Francisco Xavier, no Rio de Janeiro, RJ                                           |        | [ 56 ] [ 57 ]        |
| 32 (25) | 28    | Emílio Garrastazu Médici | 9 de outubro de 1985    | Rio de Janeiro, RJ        | Acidente vascular cerebral, hipertensão arterial, insuficiência renal crônica                                               | Cemitério de São João Batista, no Rio de Janeiro, RJ                                               |        | [ 59 ]               |
| 33      | —     | Márcio de Sousa Melo     | 31 de janeiro de 1991   | Rio de Janeiro, RJ        | Ataque cardíaco | Cemitério de São Francisco Xavier, no Rio de Janeiro, RJ                                           |        | [ 61 ] [ 62 ]        |
| 34 (26) | 22    | Jânio Quadros            | 16 de fevereiro de 1992 | São Paulo, SP             | Insuficiência respiratória e renal, infecção pulmonar, acidente vascular cerebral                                           | Cemitério da Paz, em São Paulo, SP                                                                 |        | [ 64 ]               |
| 35 (27) | 29    | Ernesto Geisel           | 12 de setembro de 1996  | Rio de Janeiro, RJ        | Insuficiência respiratória, broncopneumonia, mieloma múltiplo                                                               | Cemitério Evangélico, em Porto Alegre, RS                                                          |        | [ 66 ]               |
| 36      | —     | Aurélio de Lira Tavares  | 18 de novembro de 1998  | Rio de Janeiro, RJ        | Insuficiência respiratória                                                                                                  | Mausoléu da Academia Brasileira de Letras, no Cemitério de São João Batista, no Rio de Janeiro, RJ |        | [ 68 ]               |
| 37 (28) | 30    | João Figueiredo          | 24 de dezembro de 1999  | Rio de Janeiro, RJ        | Insuficiência respiratória e renal, arritmia cardíaca, enfisema pulmonar                                                    | Cemitério de São Francisco Xavier, no Rio de Janeiro, RJ                                           |        | [ 70 ]               |
| 38 (29) | 33    | Itamar Franco            | 2 de julho de 2011      | São Paulo, SP             | Acidente vascular cerebral, leucemia                                                                                        | Cemitério Municipal de Juiz de Fora, em Juiz de Fora, MG                                           |        | [ 71 ] [ 72 ] [ 73 ] |

## Falecimentos por século e década
No total, 2 presidentes faleceram no século XIX, 31 — 37, considerando as Juntas de 1930 e 1969 — faleceram no século XX e 1 faleceu no século XXI. Contabilizando por década:
| 1890 (2) • Deodoro da Fonseca (1892), Floriano Peixoto (1895)                                                                                            |
| 1900 (2) • Prudente de Morais (1902), Afonso Pena (1909)                                                                                                 |
| 1910 (5) • Campos Sales (1913), Rodrigues Alves (1919)                                                                                                   |
| 1920 (3) • Delfim Moreira (1920), Hermes da Fonseca (1923), Nilo Peçanha (1924)                                                                          |
| 1930 (0) (1) • Mena Barreto |
| 1940 (2) (3) • Epitácio Pessoa (1942), Tasso Fragoso (1945), Júlio Prestes (1946)                                                                        |
| 1950 (5) • Getúlio Vargas (1954), Artur Bernardes (1955), José Linhares (1957), Washington Luís (1957), Nereu Ramos (1958)                               |
| 1960 (4) (5) • Carlos Luz (1961), Isaías de Noronha (1963), Venceslau Brás (1966), Castelo Branco (1967), Artur da Costa e Silva (1969)                  |
| 1970 (6) • Café Filho (1970), Eurico Gaspar Dutra (1974), Pedro Aleixo (1975), Ranieri Mazzilli (1975), Juscelino Kubitschek (1976), João Goulart (1976) |
| 1980 (2) (3) • Tancredo Neves (1985), Augusto Rademaker (1985), Emílio Garrastazu Médici (1985)                                                          |
| 1990 (3) (5) • Márcio Melo (1991), Jânio Quadros (1992), Ernesto Geisel (1996), Aurélio Lira (1998), João Figueiredo (1999)                              |
| 2000 (0) • nenhum |
| 2010 (1) • Itamar Franco (2011) |

## Falecidos no mesmo ano, data ou idade

### Mesmo ano
- José Linhares e Washington Luís faleceram em 1957.
- Pedro Aleixo e Ranieri Mazzilli faleceram em 1975.
- Juscelino Kubitschek e João Goulart faleceram em 1976.

Considerando também a Junta de 1969:
- Tancredo Neves, Augusto Rademaker e Emílio Garrastazu Médici faleceram em 1985.

### Mesma data
- Júlio Prestes e Carlos Luz faleceram ambos no dia 9 de fevereiro.
- Ranieri Mazzilli e Tancredo Neves faleceram ambos no dia 21 de abril.

### Mesma idade
- 81: João Figueiredo e Itamar Franco
- 79: Emílio Garrastazu Médici e Artur Bernardes
- 75: Tancredo Neves e Jânio Quadros
- 73: Juscelino Kubitschek e Pedro Aleixo
- 72: Campos Sales e Getúlio Vargas
- 70: José Linhares, Rodrigues Alves e Artur da Costa e Silva
- 69: Castelo Branco e Nereu Ramos
- 61: Afonso Pena e Prudente de Morais
- 56: Nilo Peçanha e Floriano Peixoto

Considerando também as Juntas de 1930 e 1969:
- 76: Epitácio Pessoa e Augusto Tasso Fragoso
- 58: João Goulart e Mena Barreto

## Presidente quando falecido
- Floriano Peixoto (1891–1894) (1): Deodoro da Fonseca
- Prudente de Morais (1894–1898) (1): Floriano Peixoto
- Rodrigues Alves (1902-1906) (1): Prudente de Morais
- Hermes da Fonseca (1910–1914) (1): Campos Sales
- Delfim Moreira (1918–1919) (1): Rodrigues Alves
- Epitácio Pessoa (1919–1922) (1): Delfim Moreira
- Artur Bernardes (1922–1926) (2): Hermes da Fonseca, Nilo Peçanha
- Getúlio Vargas (1930–1945) (1) (3): Mena Barreto, Epitácio Pessoa, Tasso Fragoso
- Eurico Gaspar Dutra (1946–1951) (1): Júlio Prestes
- Café Filho (1954–1955) (1): Artur Bernardes
- Juscelino Kubitschek (1956–1961) (3): José Linhares, Washington Luis, Nereu Ramos
- Jânio Quadros (1961) (1): Carlos Luz
- João Goulart (1961–1964) (0) (1): Isaias de Noronha
- Castelo Branco (1964–1967) (1): Venceslau Brás
- Costa e Silva (1967–1969) (1): Castelo Branco
- Emílio Garrastazu Médici (1969–1974) (2): Costa e Silva, Café Filho
- Ernesto Geisel (1974–1979) (5): Gaspar Dutra, Pedro Aleixo, Ranieri Mazzilli, Juscelino Kubitschek, João Goulart
- José Sarney (1985–1990) (2) (3): Tancredo Neves, Augusto Rademaker, Emílio Garrastazu Médici
- Fernando Collor (1990–1992) (1) (2): Márcio de Sousa Melo, Jânio Quadros
- Fernando Henrique Cardoso (1994–2002) (2) (3): Ernesto Geisel, Aurélio de Lira Tavares, João Figueiredo
- Dilma Rousseff (2011–2016) (1): Itamar Franco

Afonso Pena e Getúlio Vargas foram os únicos presidentes a morrer durante o exercício do mandato.

## Vice-presidente quando falecido
- Cargo Vago (1889-1891) (1): Deodoro da Fonseca
- Manuel Vitorino (1891–1894) (1): Floriano Peixoto
- Cargo Vago (1902-1903) (1): Prudente de Morais
- Venceslau Brás (1910–1914) (1): Campos Sales
- Cargo Vago (1918-1919) (1): Rodrigues Alves
- Estácio Coimbra (1922–1926) (2): Hermes da Fonseca, Nilo Peçanha
- Cargo inexistente (1930-1946) (3): Mena Barreto, Epitácio pessoa e Tasso Fragoso
- Nereu Ramos (1946–1951) (1): Júlio Prestes
- Cargo Vago (1954-1955) (1): Artur Bernardes
- João Goulart (1956–1961) (4): José Linhares, Washington Luis, Nereu Ramos, Carlos Luz
- Cargo vago (1961-1964) (1): Ísaias de Noronha
- José Maria Alkmin (1964–1967) (1): Venceslau Brás
- Pedro Aleixo (1967–1969) (1): Castelo Branco
- Augusto Rademaker (1969–1974) (2): Costa e Silva, Café Filho
- Adalberto Pereira dos Santos (1974–1979) (5): Gaspar Dutra, Pedro Aleixo, Ranieri Mazzilli, Juscelino Kubitschek, João Goulart
- Cargo vago (1985-1990) (3): Tancredo Neves, Augusto Rademaker e Emílio Garrastazu Médici
- Itamar Franco (1990–1992) (1) (2): Márcio de Sousa Melo, Jânio Quadros
- Marco Maciel (1994–2002) (2) (3): Ernesto Geisel, Aurélio de Lira Tavares, João Figueiredo
- Michel Temer (2011–2016) (1): Itamar Franco

Delfim Moreira foi o único presidente a morrer durante o exercício de seu mandato de vice-presidente.

## Local de falecimento
O estado brasileiro onde mais faleceram presidentes foi o Rio de Janeiro (18 – 24, considerando as Juntas), seguido por São Paulo (8), Minas Gerais (3) e Ceará e Paraná (1). João Goulart foi o único presidente brasileiro a morrer no exílio; faleceu em Mercedes, Corrientes, Argentina. Descontando-se as Juntas, 13 presidentes faleceram na atual cidade do Rio de Janeiro, o que representa cerca de 42% da lista inteira (se considerássemos as Juntas, seriam 19, ou seja, 51%, já que todos os presidentes que compuseram as duas Juntas faleceram nesta cidade), fazendo desta, de longe, a cidade que contabiliza o maior número de falecimento de presidentes do Brasil.
Oito presidentes (dez, incluindo as Juntas) nasceram e faleceram no mesmo estado (Prudente de Morais, Campos Sales, Nilo Peçanha, Delfim Moreira, Venceslau Brás, Júlio Prestes, Isaías de Noronha, Ranieri Mazzili, Augusto Rademaker e João Figueiredo), enquanto um (três, incluindo as Juntas) nasceu e faleceu na mesma cidade (Noronha, Rademaker e Figueiredo).
| # | Estado         | Presidentes | Qtd.    |
| - | -------------- | --- | ------- |
| 1 | Rio de Janeiro | Deodoro da Fonseca, Floriano Peixoto, Afonso Pena, Rodrigues Alves, Hermes da Fonseca, Nilo Peçanha, João Mena Barreto, Epitácio Pessoa, Tasso Fragoso, Getúlio Vargas, Artur Bernardes, José Linhares, Carlos Luz, Isaías de Noronha, Costa e Silva, Café Filho, Eurico Gaspar Dutra, Juscelino Kubitschek, Augusto Rademaker, Emílio Garrastazu Médici, Márcio de Sousa Melo, Ernesto Geisel, Aurélio de Lira Tavares e João Figueiredo | 18 (24) |
| 2 | São Paulo      | Prudente de Morais, Campos Sales, Júlio Prestes, Washington Luís, Ranieri Mazzilli, Tancredo Neves, Jânio Quadros e Itamar Franco | 8       |
| 3 | Minas Gerais   | Delfim Moreira, Pedro Aleixo e Venceslau Brás | 3       |
| 4 | Ceará          | Castelo Branco | 1       |
| 4 | Paraná         | Nereu Ramos | 1       |
| 4 | Corrientes     | João Goulart | 1       |

## Locais onde estão sepultados atualmente
|   | Estado              | Presidentes | Qtd.    |
| - | ------------------- | --- | ------- |
| 1 | Rio de Janeiro      | Deodoro da Fonseca, Floriano Peixoto, Hermes da Fonseca, Nilo Peçanha, João Mena Barreto, Tasso Fragoso, Artur Bernardes, José Linhares, Carlos Luz, Isaías de Noronha, Costa e Silva, Eurico Gaspar Dutra, Augusto Rademaker, Emílio Garrastazu Médici, Márcio de Sousa Melo, Aurélio de Lira Tavares e João Figueiredo | 11 (17) |
| 2 | São Paulo           | Prudente de Morais, Campos Sales, Rodrigues Alves, Júlio Prestes, Washington Luís, Ranieri Mazzilli e Jânio Quadros | 7       |
| 3 | Minas Gerais        | Afonso Pena, Delfim Moreira, Pedro Aleixo, Venceslau Brás, Tancredo Neves e Itamar Franco | 6       |
| 4 | Rio Grande do Sul   | Getúlio Vargas, João Goulart e Ernesto Geisel | 3       |
| 5 | Paraíba             | Epitácio Pessoa | 1       |
| 6 | Santa Catarina      | Nereu Ramos | 1       |
| 6 | Ceará               | Castelo Branco | 1       |
| 6 | Rio Grande do Norte | Café Filho | 1       |
| 6 | Distrito Federal    | Juscelino Kubitschek | 1       |